# Charles Carpeaux
Pour les articles homonymes, voir Carpeaux.

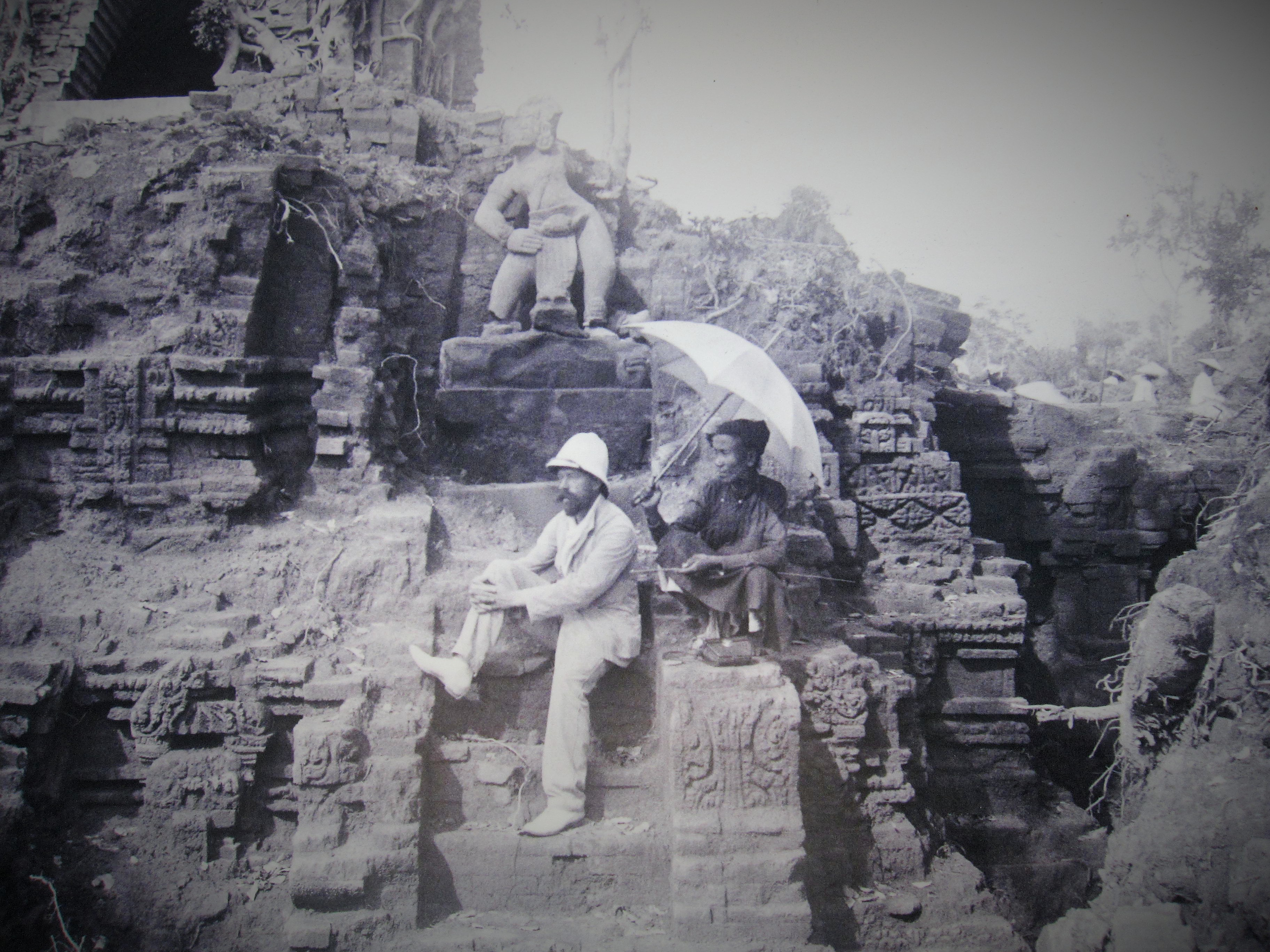
Charles Carpeaux à Mỹ Sơn en Annam (Archives EFEO)

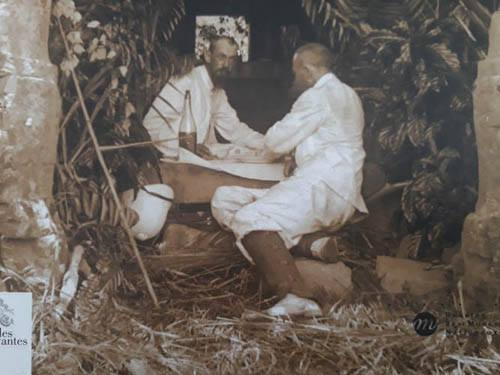
Henri Parmentier et Charles Carpeaux 1903-1904 (Archives EFEO)

Charles Carpeaux né le 23 avril 1870 à Paris et mort le 28 juin 1904 à Saigon en Cochinchine est un architecte, photographe. Il est le fils ainé du sculpteur Jean-Baptiste Carpeaux.
Après avoir travaillé au Musée Indochinois du Trocadéro, et s'être initié à la connaissance des sculptures khmère, il intègre l'École française d'Extrême-Orient et en devient membre en 1901. Puis, Charles Carpeaux part à Angkor (Cambodge) en 1901 et 1902, puis en Annam à Dong Duong et dans le Sanctuaire de Mỹ Sơn puis il rejoint Angkor pour une mission de photographies complètes du Bayon.
Sa santé perturba fortement sa mission au point où il fut contraint de demander son rapatriement en France mais il mourra à Saïgon la veille de son départ, en attendant le bateau, à 34 ans. Il n'en demeure pas moins un pionnier de l'archéologie des sites Khmères et Cham en œuvrant avec passion pour le compte de l'EFEO.

## Biographie

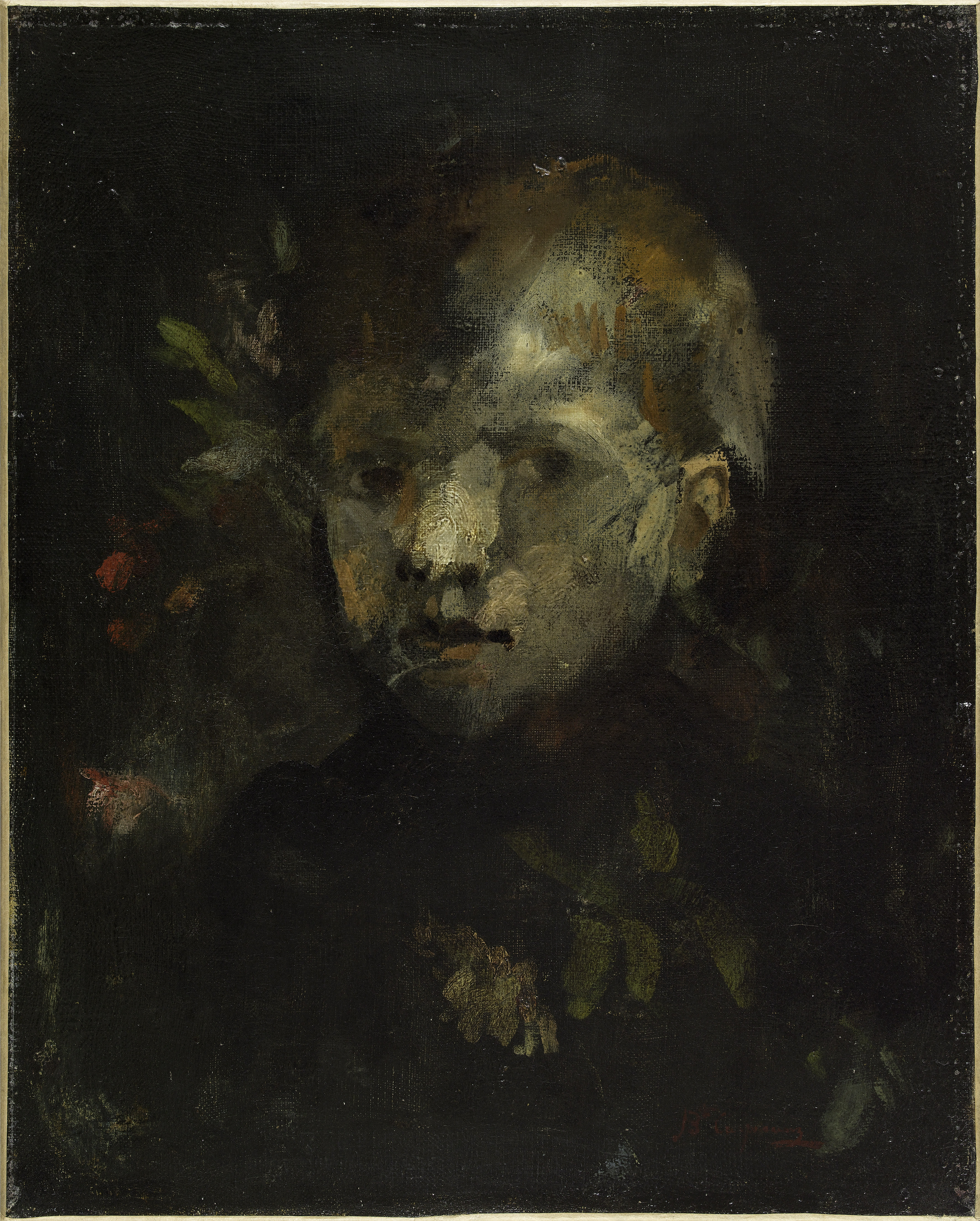
Jean-Baptiste Carpeaux - Portrait de Charles Carpeaux à trois ans - Musée des Beaux-Arts de la ville de Paris

Jean Alexandre Charles Louis Carpeaux né le 23 avril 1870 à Paris, est le fils du célèbre sculpteur Jean-Baptiste Carpeaux originaire de Valenciennes (1827-1875)   dans la Nord de la France et de Amélie Clotilde de Montfort (1847-1908), fille du vicomte Philogène de Montfort, conseiller général de la Marne et général gouverneur du Palais du Luxembourg. Sa mère Amélie de Montfort fut le modèle de Jean-Baptiste Carpeaux pour sa sculpture la fiancée, et à l'âge de 42 ans, il en tombe amoureux et l'épouse en 1869, alors qu'elle a 22 ans. Charles Carpeaux est de santé fragile et le préféré de son père. Son père est excessivement jaloux vis à vis de son épouse et le couple finit par se séparer en 1874. En 1875, Jean-Baptiste Carpeaux décède d'un cancer alors que Charles n'a que 5 ans.

### Formation à l'Art Kmer et Cham
Charles Carpeaux s'initie très jeune aux techniques du moulage et contribue à la valorisation de l'œuvre de son père (La galerie Carpeaux, 1894 et 1895). Anecdote étonnante, soucieux de sauvegarder l’honneur de sa mère et l’image de sa famille il provoque un duel le 3 juin 1894 avec un journaliste ayant calomnié sa mère en évoquant des accusations d’adultère qu'aurait formulé son père. 
À la même époque, il est recruté comme assistant au musée de sculpture comparée crée par Eugène Viollet-Leduc en 1879 et au musée indochinois du Trocadéro, où le conservateur Louis Delaporte a rassemblé les moulages et les sculptures khmères ramenés de ses précédentes expéditions. Entre 1894 et 1901, pendant sept ans, Charles Carpeaux y acquiert une connaissance très pointue sur les différentes statues sculptées sur les temples en étant capable d'en deviner les divinités qu'elles représentaient. 

### Membre de l'EFEO
Charles Carpeaux, inquiet sur son avenir et confronté à une situation familiale complexe (duel du 3 juin 1894), bénéficie d'une recommandation d'Albert Sarraut (1872-1961) pour intégrer l'EFEO, dont il devient membre en octobre 1901.  
Chargé de réaliser des photographies sous forme de vues stéréoscopiques sur plaque de verre, ainsi que des moulages des bas-reliefs les plus intéressants, Charles Carpeaux part au Cambodge rejoindre Henri Dufour à Angkor  afin de le seconder dans le dégagement du Bayon (septembre 1901 à juin 1902). Il est très assidu et passionné, il observe attentivement les sculptures et les temples et retient admirablement en notant tout dans ses carnets, fait des croquis pour réaliser des moulages. Sa mère publiera toute sa production après son décès. 

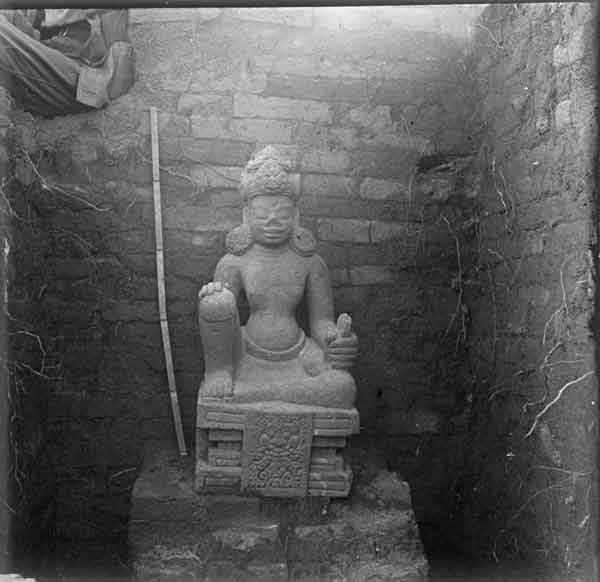
Divinité d'un templion de Dong Duong in situ, cliché pris pendant les fouilles d'Henri Parmentier et Charles Carpeaux en 1902 (photothèque EFEO, CAR00091, cliché Ch. Carpeaux)

Charles Carpeaux participe ensuite, avec un infatigable dévouement, aux côtés d'Henri Parmentier le chef archéologue de l'EFEO, à une mission éreintante de prospection en Annam (mars-décembre 1902), qui permet de relever une soixantaine de monuments et d'engager des campagnes de fouilles à Dong Duong et au Sanctuaire de My Son découvert par Camille Paris (mars 1903). 
Charles Carpeaux est ensuite nommé chef des travaux pratiques de l'EFEO (avril 1903).
En mars 1904, juste après le chantier du sanctuaire de My Son, il part retrouver Henri Dufour à Angkor, et enchaine pour prendre part à la couverture photographique complète des bas-reliefs du Bayon.
Cependant, au bout de deux mois, il ressent de fréquents malaises qui l'obligent à demander son rapatriement en France, et rejoint Saigon, afin de reprendre le bateau de retour. Mais il doit être ensuite hospitalisé puis est emporté en quelques jours par une nouvelle crise de dysenterie probablement compliquée de paludisme. Il meurt le 28 juin 1904 à Saigon, il a alors seulement trente-quatre ans.

### Reconnaissance en France
À l'occasion du retour en France de sa dépouille mortelle, une exposition est organisée à sa mémoire au Petit palais (juin 1905). Trois ans plus tard en 1908, sa mère Amélie Carpeaux publie la biographie de son fils, Les ruines d'Angkor, de Duong-Duong et de My-Son, qui rassemble les lettres, le journal de route et les photographies prises au cours de son voyage en Asie.
Enfin, en mai 1934, un cénotaphe est érigé près du Bayon par Henri Marchal, le 2e Conservateur des monuments d'Angkor.

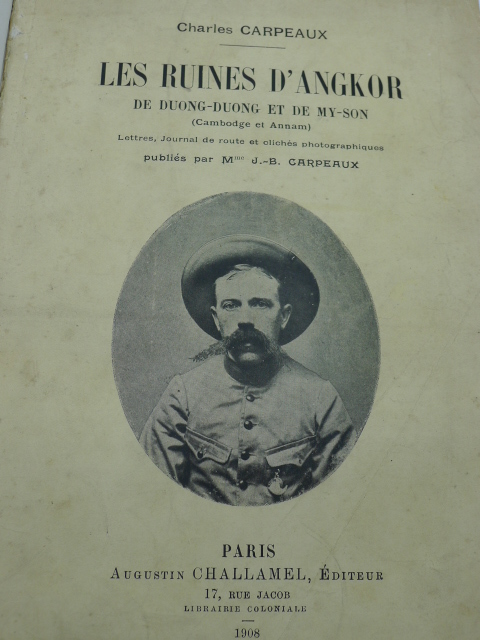
Les ruines d'Angkor écrits de Charles Capreaux rassemblés par sa mère Mme JB Carpeaux

Ainsi, le décès précoce de maladie de Charles Carpeaux à 34 ans en 1904 est à rapprocher des morts précoces comme celle de Henri Mouhot (1826-1861) à 34 ans de maladie, puis, le meurtre de Prosper Odend'hal (1867-1904) à 37 ans et celle de Jean Commaille (1868-1916) à 48 ans, le Premier Conservateur d'Angkor, assassiné pour lui dérober la paie de ses ouvriers dans l'hagiographie de la nouvelle institution de l'École française d'Extrême Orient.
L'aura de son nom est inscrit auprès de ceux qui furent les pionniers des sites archéologiques et qui ont contribué à la renaissance des magnifiques monuments sacrés de l'Indochine.
Le Musée des Beaux-arts de Valenciennes, d'où son père sculpteur est originaire, a organisé une exposition en 2019-2020 consacrée à Charles Carpeaux et intitulée "Charles Carpeaux - L'Indochine révélée…". Cette exposition a été l'occasion de présenter son parcours, mais aussi ses photographies et ses moulages. A cette occasion, une journée d'étude a permis de mieux connaître la vie de Charles Carpeaux.

## Ouvrages
- 1904 (avec H. Dufour), « Chronique. Note sur les travaux de la mission Dufour-Carpeaux à Angkor-Thom », BEFEO 4/4, p. 1142.
- 1910 (avec H. Dufour, J. Commaille et G. Codès), Le Bayon d'Angkor Thom. Bas-reliefs publiés par les soins de la Commission archéologique de l'Indochine d'après les documents recueillis par la mission Henri Dufour avec la collaboration de Charles Carpeaux, Paris, Ernest Leroux (ministère de l'Éducation nationale, ministère de l'Instruction publique et des Beaux-Arts), 135 pl.
- 1913 (avec H. Dufour), Bas-reliefs publiés par les soins de la commission archéologique de l'Indochine d'après les documents recueillis par la mission Henri Dufour, avec la collaboration de Charles Carpeaux, 1. Galeries extérieures, 2. Galeries intérieures, Paris, Ernest Leroux, 32 p., 128 + 9 pl. & 135 pl., 8 pl.

#### Sources anciennes
- Étienne Aymonier, Le Cambodge, 3 vols., Paris, 1900, 1901, 1903.
- Gilberte de Coral-Rémusat, L'art khmer. Les grandes étapes de son évolution, Paris, 1940.
- Jules Harmand, « Rapport sur une mission en Indochine, de Bassac à Hue, du 16 avril au 14 aout 1877 », in Archives des missions, 3e s., t. V., n. d.
- Louis Delaporte, Voyage au Cambodge. L'architecture khmère, Paris, 1880.
- Ernest Doudart de Lagrée, Explorations et missions, publié par A. B. de Villemereuil, Paris, 1883.

#### Sources récentes
- V. Hadot, F. de Frias, P. Baptiste et al., Charles Carpeaux. L’Indochine révélée, Snoeck, 2019, 176 p.
- P. Baptiste, S. Delobel, J. Ghesquière et al., Missions archéologiques françaises au Vietnam, les monuments du Champa, photographies et itinéraires, 1902 et 1904, Réunion des musées nationaux, 2005. 271 p.